# Gunnar Morssing
Per Gunnar Morssing född 29 mars 1878 i Klara församling, Stockholm, död 4 november 1946 i Storkyrkoförsamlingen, Stockholm, var en svensk arkitekt. Som sådan nämns han ofta i samband med arkitektfirman  Höög & Morssing där han var delägare mellan 1910 och 1930. Han var gift med konstnären Ise Morssing.

## Biografi

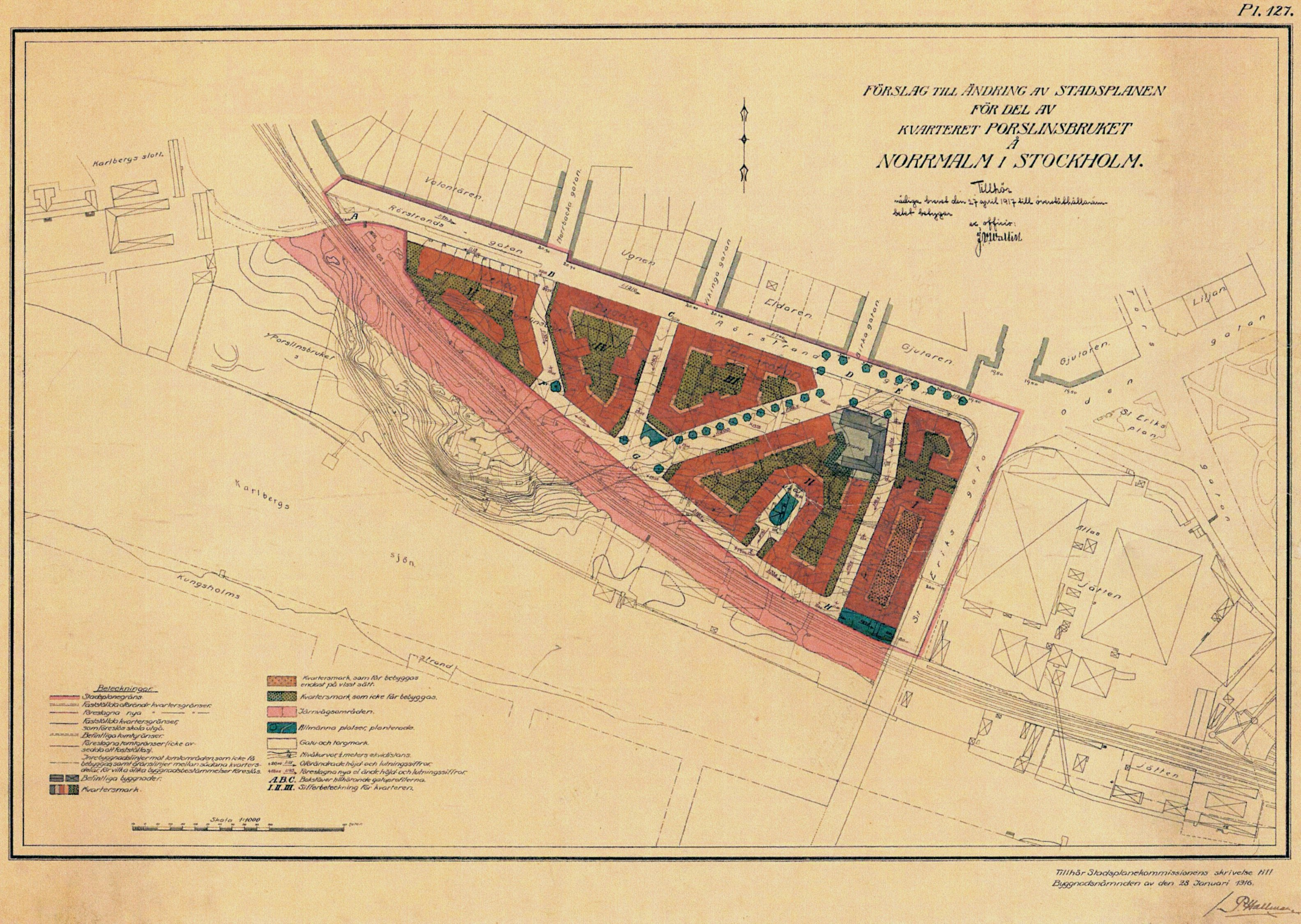
Stadsplan för Rörstrandsområdet 1917, signerad av P O Hallman.

Gunnar Morssing utbildade sig till arkitekt vid Kungliga Tekniska högskolan 1901 till 1904 och vid Kungliga Akademien för de fria konsterna. Med kurskamraten Carl Bergsten arbetade han mellan 1905 och 1906 med byggnader för Konst- och industriutställningen i Norrköping 1906  och var en kort tid hans kompanjon. Morssing och Bergsten visade under 1920-talet samma förkärlek för tjugotalsklassicismens  lekfulla formspråk. Den stilen återspeglas i många av Morssing ritade bostadshus i 1920-talets Stockholm. 1910 blev han delägare i det då redan väletablerade arkitektföretaget Dorph & Höög, där han ersatte Victor Dorph. Efter 1930 lämnade han firman och startade egen verksamhet. 
Gunnar Morssing ritade en lång rad byggnader, huvudsakligen i Stockholms innerstad, men även några gravplatser på Norra begravningsplatsen i Solna kommun, bland dem Herman Raschs familjegrav och Albert Lindhagens gravkulle. Morssing ritade även de biografer som inrymdes i de av honom ritade husen; Orion (1920),  Capitol (1926), Rivoli (1929),  Roxy (1935) och Ricardo (1928). Ofta var uppdragsgivaren byggmästaren och biografägaren John A. Bergendahl. Särskilt Ricardo vid Hornsgatan 72, som sedan 1984 inrymmer Folkoperan, blev ett bra exempel på Morssings tjugotalsklassicism. Lokalerna har restaurerats till nära på ursprungligt skick. Huset och biografen byggdes och ägdes av Bergendahl.
I arkitektfirman Höög & Morssing stod han för den arkitektoniska utformningen för ett antal byggnader i Stockholm, bland annat industribyggnad för Åhlén & Åkerlunds förlag på Sveavägen/Rådmansgatan, 1923; bostadshus på Strandvägen 59, 1913-1915; Karlaplan 9, 14, 1920-1928; Karlavägen 1–11, 1912-1915; Karlavägen 15 och Rådmansgatan 13, 1923. Som stadsplanerare ritade han 1917 stadsplanen för Rörstrandsområdet (under Per Olof Hallman) och 1928 stadsplanen för Atlasområdet (tillsammans med andra), båda i stadsdelen Vasastan.
Tillsammans med arkitekter som Carl Bergsten, Frans Ekelund och Georg A. Nilsson kan Gunnar Morssing ses som en av de viktiga modernisterna inom svensk arkitektur efter 1900..

## Bilder, verk i urval

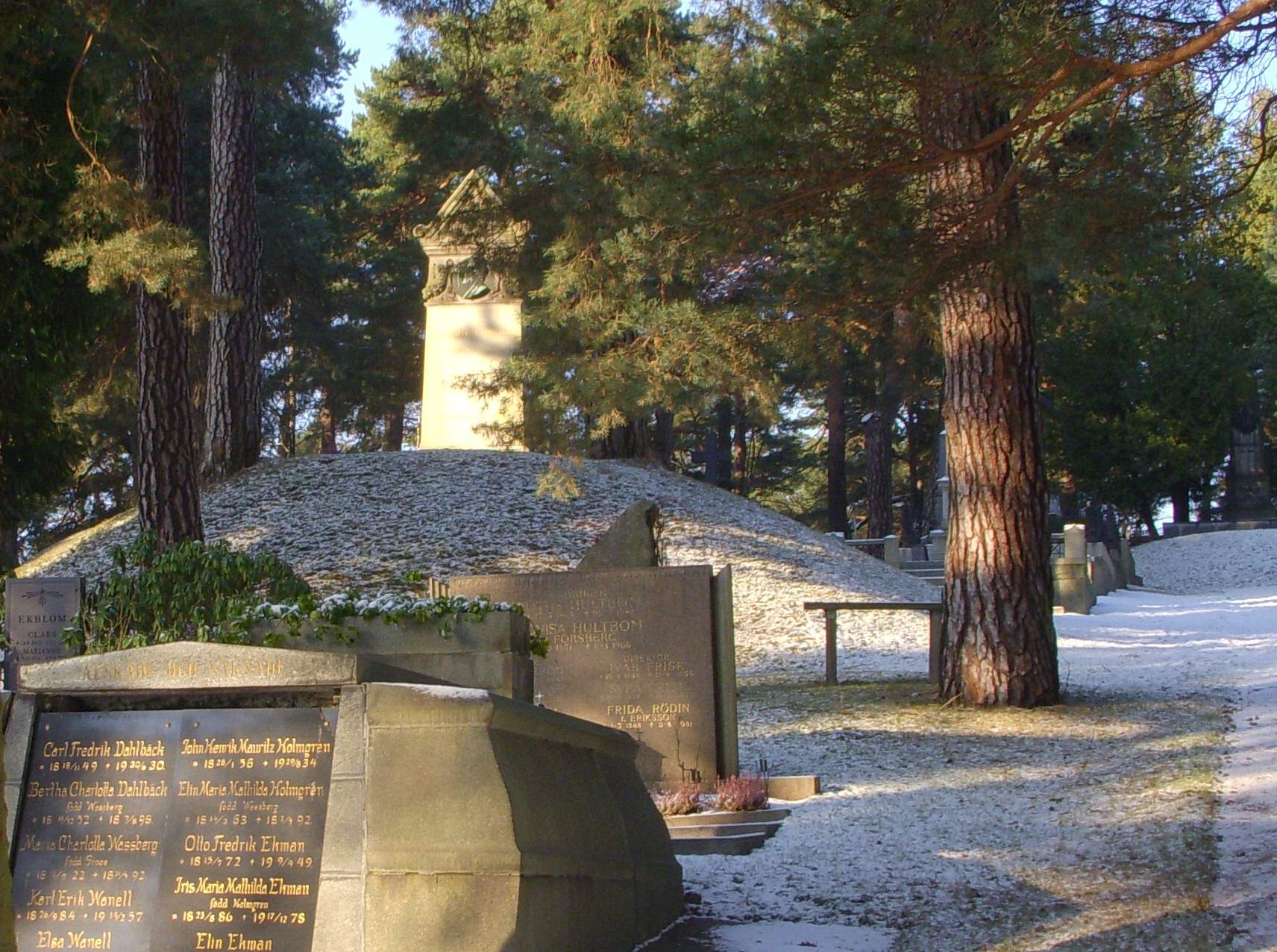
"Lindhagens gravkulle" på Norra begravningsplatsen
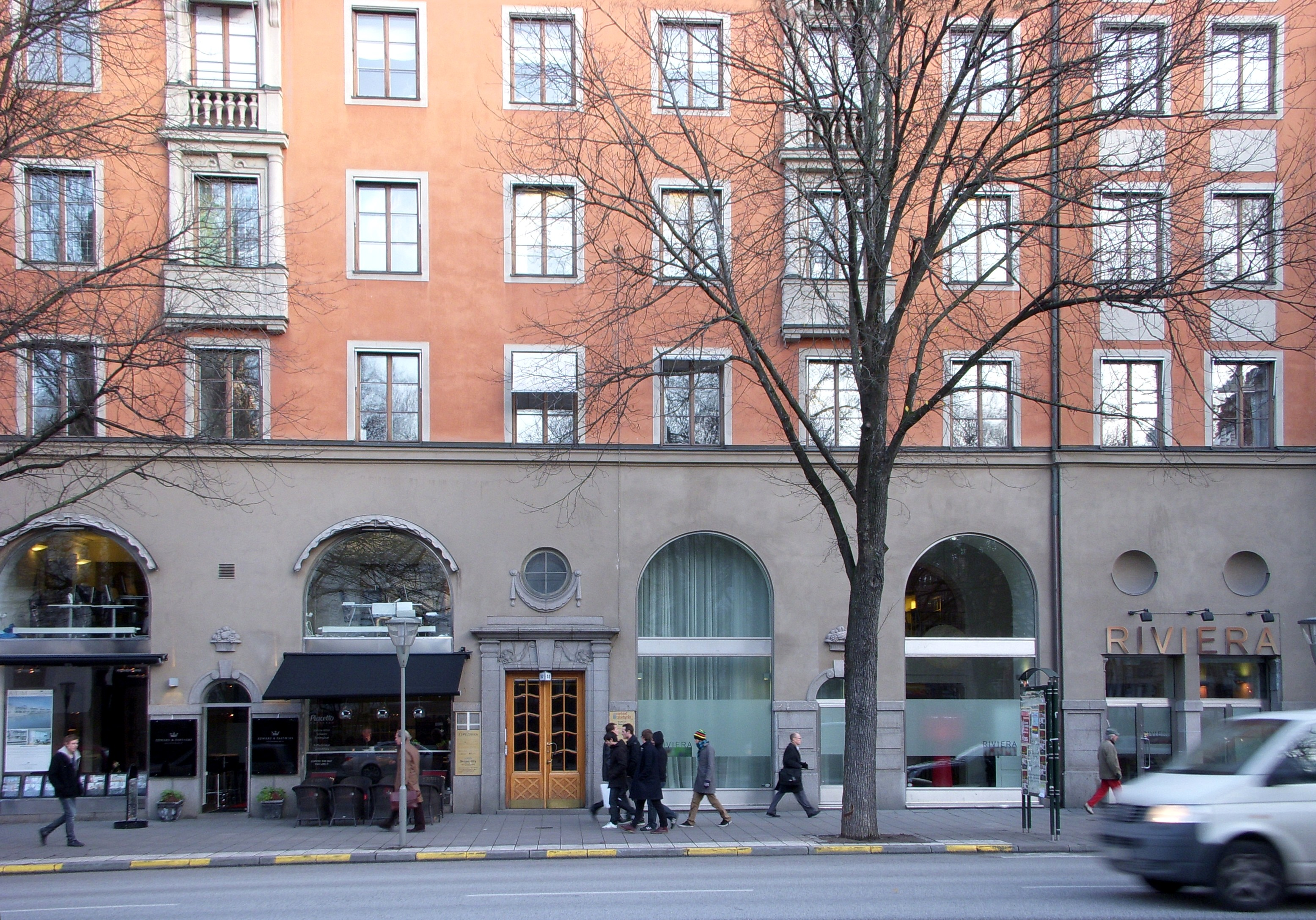
Hus och f.d. biografen "Riviera", Sveavägen 52
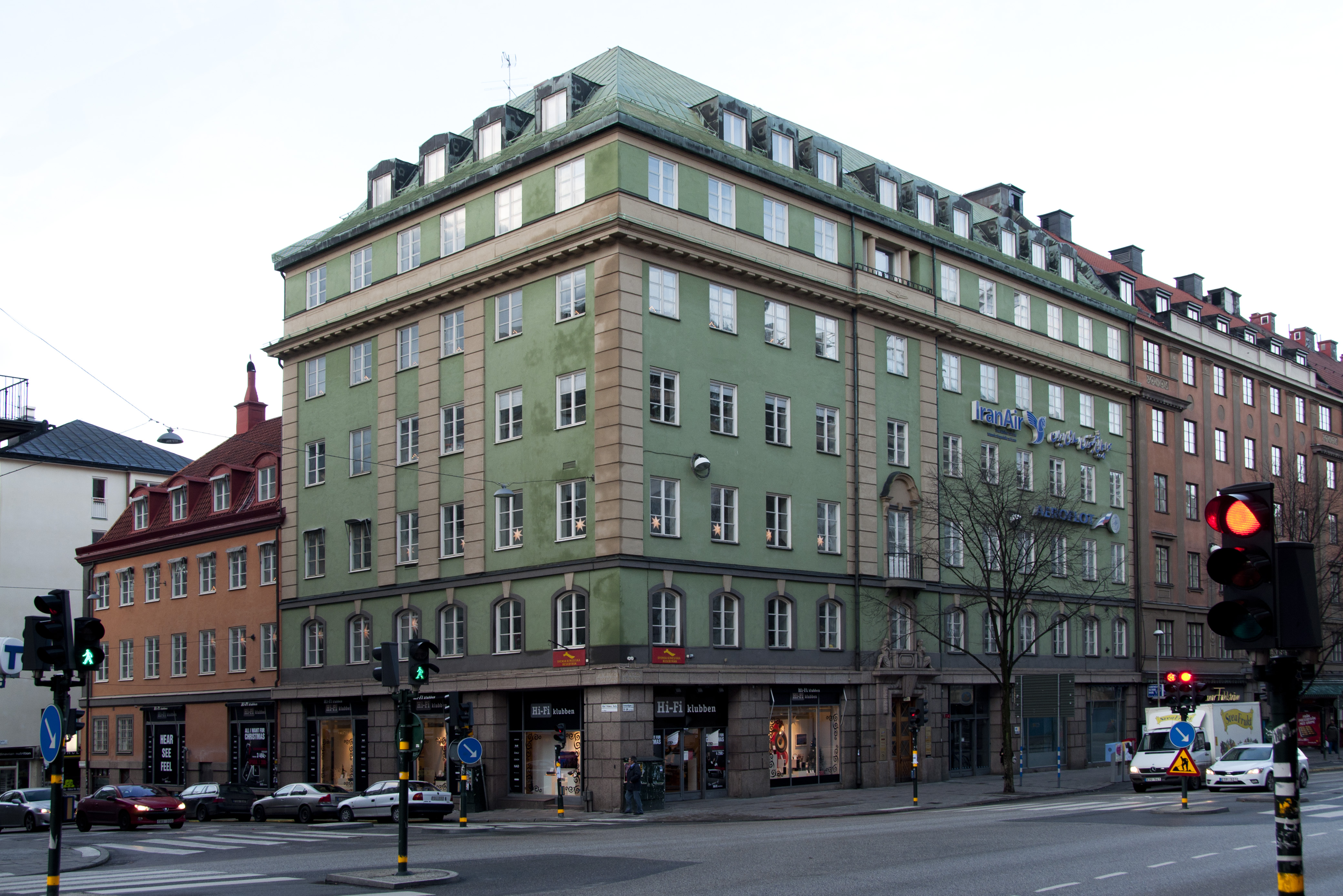
Fastighet  Vargen 10, Sveavägen 31
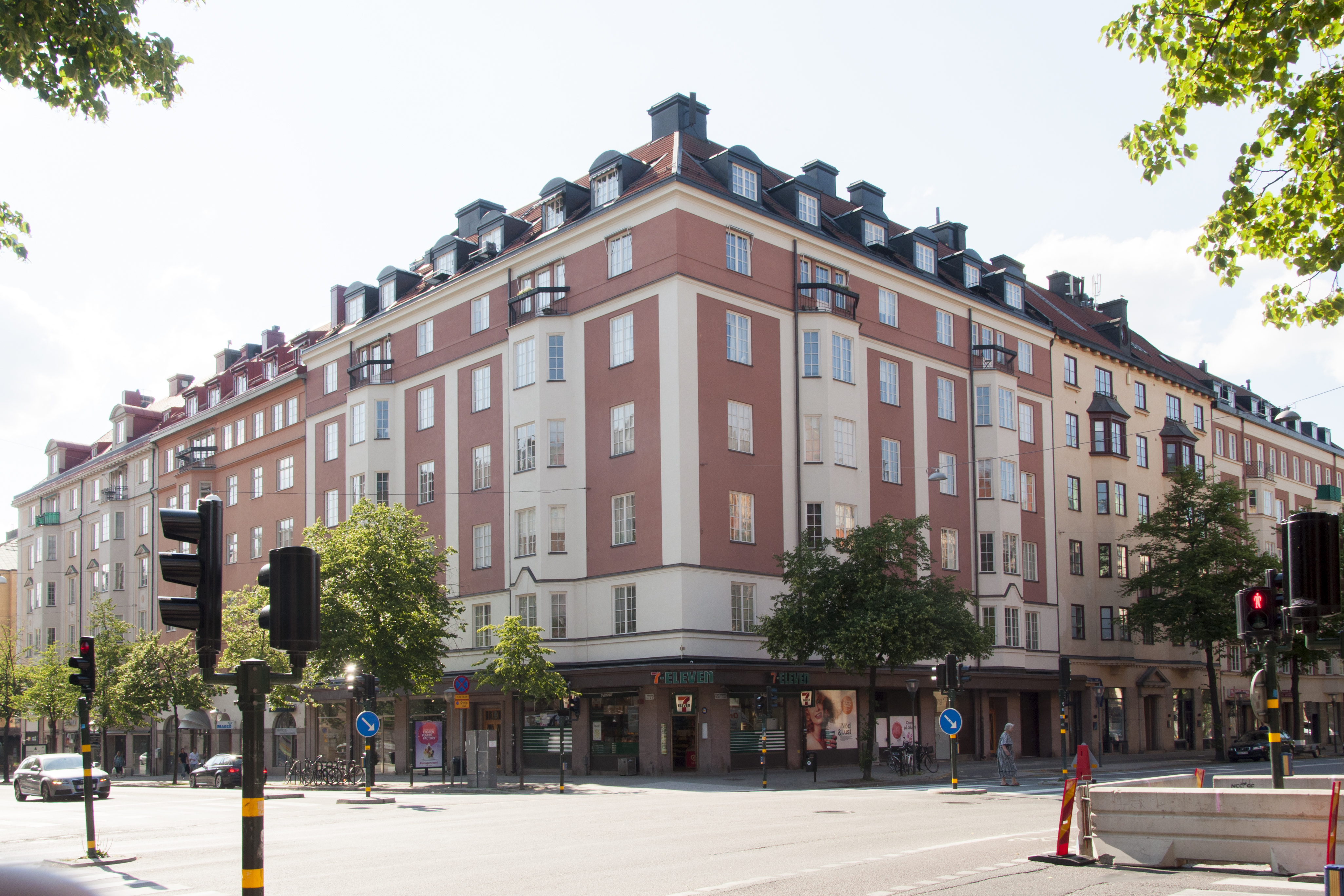
Fastighet Målaren 5, Birger Jarlsgatan 79, Odengatan 22